# 纳察格·乌德瓦勒
纳察格·乌德瓦勒（1954年3月5日—），女，蒙古国后杭爱省额尔德尼曼达勒人，蒙古国政治人物。

## 生平
2011年起，她担任蒙古人民革命党（2011年成立）的总书记。她是2012年组建的阿勒坦呼亚格内阁中的健康部部长。在2013年蒙古总统选举中，她被蒙古人民革命党提名为总统候选人，成为蒙古历史上参选的第一位女性总统候选人。乌德瓦勒支持前总统那木巴尔·恩赫巴亚尔，后者因被控贪腐而在坐牢。
在2013年6月26日举行的2013年蒙古总统选举中，民主党的查希亚·额勒贝格道尔吉最终成功连任总统，获得50.23％的选票。而蒙古人民党的总统候选人巴达玛宁布·巴特额尔登获得41.97%的选票，乌德瓦勒获得6.5%的选票。
作为健康部部长，乌德瓦勒唯一引人注目的工作便是改善了监狱囚犯的医疗待遇，从而允许前总统恩赫巴亚尔可以仅在监狱服刑少于一个月，而作为病人在第二总医院度过其余两年半的刑期。第二总医院是蒙古国高官们治病之所。